# Calathaspis devexa
Calathaspis es un género monotípico de hongos liquenizados perteneciente a la familia Cladoniaceae. Su única especie es Calathaspis devexa.